# Lighters (singel Bad Meets Evil)
Lighters – drugi singiel grupy Eminema i Royce’a da 5’9” – Bad Meets Evil pochodzący z ich pierwszego minialbumu „Hell: The Sequel”. Piosenka została nagrana z udziałem Bruna Marsa. Wyprodukował i napisał ją Eminem, Battle Roy i The Smeezingtons. Singiel został opublikowany 5 lipca 2011, a teledysk 22 sierpnia 2011.